# Prêmios Globo de Ouro de 2007
A 64.ª cerimônia de entrega dos Prêmios Globo de Ouro (no original, em inglês, 64th Golden Globe Awards) premiou os melhores profissionais de cinema e televisão, filmes e programas televisivos de 2006. Os candidatos nas diversas categorias foram escolhidos pela Associação de Imprensa Estrangeira de Hollywood (AIEH) e anunciados em 14 de dezembro de 2006. Os vencedores foram revelados no dia 15 de janeiro de 2007, em Los Angeles, numa cerimônia transmitida pelo canal NBC.
Dentre os filmes, Babel recebeu o maior número de nomeações, num total de 7 categorias, seguido de The Departed com 6 nomeações. Todavia, Dreamgirls e The Queen atingiram o maior número de vitórias (com 3 e 2 prêmios, respectivamente), enquanto Babel venceu apenas como Melhor Filme Dramático.
Os atores Helen Mirren, Leonardo DiCaprio e Clint Eastwood receberam múltiplas indicações. Eastwood obteve 3 nomeações, duas como Melhor Diretor e uma como produtor na categoria de Melhor Filme em Língua Estrangeira, mas venceu apenas pela última. Mirren também foi triplamente nomeada, sendo duas na categoria de Melhor Atriz em Minissérie ou Telefilme e outra em Melhor Atriz em Filme Dramático; a atriz britânica venceu em ambas. DiCaprio foi indicado duplamente na categoria de Melhor Ator em Filme Dramático, mas perdeu para Forest Whitaker. O Prémio Cecil B. DeMille deste ano foi atribuído ao ator, diretor e produtor Warren Beatty.

## Indicados e vencedores
Os indicados e vencedores estão abaixo em negrito.

### Cinema
| Melhor Filme de Drama Babel - Bobby - The Departed - Little Children - The Queen | Melhor Filme de Comédia ou Musical Dreamgirls - Borat! Cultural Learnings of America for Make Benefit Glorious Nation of Kazakhstan - Little Miss Sunshine - The Devil Wears Prada - Thank You for Smoking |
| Melhor Ator em Filme de Drama Forest Whitaker como Idi Amin – The Last King of Scotland - Peter O'Toole como Maurice Russell – Venus - Leonardo DiCaprio como William "Billy" Costigan, Jr. – The Departed - Leonardo DiCaprio como Danny Archer – Blood Diamond - Will Smith como Chris Gardner – The Pursuit of Happyness                                                                                             | Melhor Atriz em Filme de Drama Helen Mirren como Rainha Elizabeth II – The Queen - Judi Dench como Barbara Covett – Notes on a Scandal - Kate Winslet como Sarah Pierce – Little Children - Penélope Cruz como Raimunda – Volver - Maggie Gyllenhaal como Sherry Swanson – Sherrybaby                                                |
| Melhor Ator em Filme de Comédia ou Musical Sacha Baron Cohen como Borat – Borat! Cultural Learnings of America for Make Benefit Glorious Nation of Kazakhstan - Will Ferrell como Harold Crick – Stranger than Fiction - Johnny Depp como Capitão Jack Sparrow – Pirates of the Caribbean: Dead Man's Chest - Aaron Eckhart como Nick Naylor – Thank You for Smoking - Chiwetel Ejiofor como Simon / Lola – Kinky Boots | Melhor Atriz em Filme de Comédia ou Musical Meryl Streep como Miranda Priestly – The Devil Wears Prada - Toni Collette como Sheryl Hoover – Little Miss Sunshine - Annette Bening como Deirdre Burroughs – Running with Scissors - Renée Zellweger como Beatrix Potter – Miss Potter - Beyoncé Knowles como Deena Jones – Dreamgirls |
| Melhor Ator Secundário em Cinema Eddie Murphy como Jimmy "Thunder" Early – Dreamgirls - Brad Pitt como Richard Jones – Babel - Ben Affleck como George Reeves – Hollywoodland - Jack Nicholson como Francis "Frank" Costello – The Departed - Mark Wahlberg como Sargento Sean Dignam – The Departed | Melhor Atriz Secundária em Cinema Jennifer Hudson como Effie Melody White – Dreamgirls - Adriana Barraza como Amelia – Babel - Cate Blanchett como Bathsheba "Sheba" Hart – Notes on a Scandal - Rinko Kikuchi como Chieko Wataya – Babel - Emily Blunt como Emily Charlton – The Devil Wears Prada                                  |
| Melhor Diretor Martin Scorsese por The Departed - Clint Eastwood por Flags of Our Fathers - Clint Eastwood por Letters from Iwo Jima - Stephen Frears por The Queen - Alejandro González Iñárritu por Babel | Melhor Roteiro Peter Morgan por The Queen - Guillermo Arriaga por Babel - William Monahan por The Departed - Todd Field e Tom Perrotta por Little Children - Patrick Marber por Notes on a Scandal |
| Melhor Canção original Prince por "The Song of the Heart" – Happy Feet - Bryan Adams, Eliot Kennedy e Andrea Remanda por "Never Gonna Break My Faith" – Bobby - Scott Cutler, Beyoncé Knowles, Henry Krieger e Anne Preven por "Listen" – Dreamgirls - Sheryl Crow por "Try Not to Remember" – Home of the Brave - Seal e Christopher Bruce por "A Father's Way" – The Pursuit of Happyness                             | Melhor Banda sonora original Alexandre Desplat por The Painted Veil - Gustavo Santaolalla por Babel - Carlo Siliotto por Nomad - Clint Mansell por The Fountain - Hans Zimmer por The Da Vinci Code |
| Melhor Filme em Língua Estrangeira Letters from Iwo Jima – Clint Eastwood - Das Leben der Anderen – Florian Henckel von Donnersmarck - El laberinto del fauno – Guillermo del Toro - Apocalypto – Mel Gibson - Volver – Pedro Almodóvar | Melhor Filme de Animação Cars – John Lasseter e Joe Ranft - Happy Feet – George Miller - Monster House – Gil Kenan |

### Televisão
| Melhor Série Dramática Grey's Anatomy (ABC) - Big Love (HBO) - Heroes (NBC) - Lost (ABC) - 24 (Fox) | Melhor Série de Comédia ou Musical Ugly Betty (ABC) - Desperate Housewives (ABC) - Entourage (HBO) - The Office (NBC) - Weeds (Showtime) |
| Melhor Ator em Série Dramática Hugh Laurie como Dr. Gregory House – House, M.D. (Fox) - Bill Paxton como Bill Henrickson – Big Love (HBO) - Michael C. Hall como Dexter Morgan – Dexter (Showtime) - Patrick Dempsey como Dr. Derek Shepherd – Grey's Anatomy (ABC) - Kiefer Sutherland como Jack Bauer – 24 (Fox) | Melhor Atriz em Série Dramática Kyra Sedgwick como Brenda Leigh Johnson – The Closer (TNT) - Edie Falco como Carmela Soprano – The Sopranos (HBO) - Ellen Pompeo como Dra. Meredith Grey – Grey's Anatomy (ABC) - Evangeline Lilly como Kate Austen – Lost (ABC) - Patricia Arquette como Allison DuBois – Medium (NBC)                                                                   |
| Melhor Ator em Série de Comédia ou Musical Alec Baldwin como Jack Donaghy – 30 Rock (NBC) - Zach Braff como Dr. John Dorian – Scrubs (NBC) - Jason Lee como Earl Hickey – My Name Is Earl (NBC) - Steve Carell como Michael Scott – The Office (NBC) - Tony Shalhoub como Adrian Monk – Monk (USA Network) | Melhor Atriz em Série de Comédia ou Musical America Ferrera como Betty Suarez – Ugly Betty (ABC) - Marcia Cross como Bree Van de Kamp – Desperate Housewives (ABC) - Felicity Huffman como Lynette Scavo – Desperate Housewives (ABC) - Julia Louis-Dreyfus como Christine Campbell – The New Adventures of Old Christine (CBS) - Mary-Louise Parker como Nancy Botwin – Weeds (Showtime) |
| Melhor Ator em Minissérie ou Telefilme Bill Nighy como Gideon – Gideon's Daughter (BBC America) - Michael Ealy como Darwyn Al-Sayeed – Sleeper Cell (Showtime) - Ben Kingsley como Dr. Herman Tarnower – Mrs. Harris (HBO) - Robert Duvall como Prentice "Prent" Ritter – Broken Trail (AMC) - Matthew Perry como Ron Clark – The Ron Clark Story (TNT) - Chiwetel Ejiofor como Ian Carter – Tsunami: The Aftermath (HBO) - Andre Braugher como Nick Atwater – Thief (FX) | Melhor Atriz em Minissérie ou Telefilme Helen Mirren como Rainha Elizabeth I – Elizabeth I (HBO) - Helen Mirren como Jane Tennison – Prime Suspect: The Final Act (PBS) - Annette Bening como Jean Harris – Mrs. Harris (HBO) - Gillian Anderson como Lady Dedlock – Bleak House (PBS) - Sophie Okonedo como Susie Carter – Tsunami: The Aftermath (HBO)                                  |
| Melhor Ator Secundário em Televisão Jeremy Irons como Conde de Leicester – Elizabeth I (HBO) - Masi Oka como Hiro Nakamura – Heroes (NBC) - Justin Kirk como Andy Botwin – Weeds (Showtime) - Jeremy Piven como Ari Gold – Entourage (HBO) - Thomas Haden Church como Tom Harte – Broken Trail (AMC) | Melhor Atriz Secundária em Televisão Emily Blunt como Natasha – Gideon's Daughter (BBC America) - Toni Collette como Kathy Graham – Tsunami: The Aftermath (HBO) - Sarah Paulson como Harriet Hayes – Studio 60 on the Sunset Strip (NBC) - Katherine Heigl como Dra. Izzie Stevens – Grey's Anatomy (ABC) - Elizabeth Perkins como Celia Hodes – Weeds (Showtime)                        |
| Melhor Minissérie ou Filme para televisão Elizabeth I (HBO) - Bleak House (PBS) - Broken Trail (AMC) - Mrs. Harris (HBO) - Prime Suspect: The Final Act (PBS) | |

## Múltiplas indicações
| Indicações | Título                |
| ---------- | --------------------- |
| 7          | Babel                 |
| 6          | The Departed          |
| 5          | Dreamgirls            |
| 4          | The Queen             |
| 3          | Little Children       |
| 3          | Notes on a Scandal    |
| 3          | The Devil Wears Prada |

| Indicações | Título               |
| ---------- | -------------------- |
| 4          | Grey's Anatomy       |
| 4          | Weeds                |
| 3          | Broken Trail         |
| 3          | Desperate Housewives |
| 3          | Elizabeth I          |
| 3          | Mrs. Harris          |